# Cephalopholis spiloparaea
Cephalopholis spiloparaea là một loài cá biển thuộc chi Cephalopholis trong họ Cá mú. Loài này được mô tả lần đầu tiên vào năm 1828.

## Từ nguyên
Từ định danh được ghép bởi spílos (σπίλος; "đốm") trong tiếng Hy Lạp cổ đại và pareius ("ở má") trong tiếng Latinh, hàm ý đề cập đến những đốm nâu trên má của loài cá này (nhưng hầu như không nhìn thấy rõ trên thân).

## Phạm vi phân bố và môi trường sống
C. spiloparaea được phân bố rộng khắp khu vực Ấn Độ Dương - Thái Bình Dương, từ bờ biển Đông Phi trải dài về phía đông đến quần đảo Pitcairn, ngược lên phía bắc đến quần đảo Ryukyu và quần đảo Ogasawara (Nhật Bản), giới hạn phía nam đến Úc và đảo Rapa Iti. Ở Việt Nam, C. spiloparaea được ghi nhận tại vịnh Nha Trang (Khánh Hòa).
C. spiloparaea sống trên các rạn viền bờ ở độ sâu khoảng từ 15–108 m.

## Mô tả
Chiều dài cơ thể lớn nhất được ghi nhận ở C. spiloparaea là 30 cm. Thân màu đỏ tươi/đỏ cam, lốm đốm các vệt đỏ nâu. Rìa vây đuôi có viền xanh lam nhạt. Rìa sau của vây lưng và vây hậu môn cũng có viền xanh óng. Mống mắt đỏ rực.
Số gai ở vây lưng: 9; Số tia vây ở vây lưng: 15–16; Số gai ở vây hậu môn: 3; Số tia vây ở vây hậu môn: 9; Số tia vây ở vây ngực: 17–19; Số vảy đường bên: 47–52.

## Sinh học
Thức ăn của C. spiloparaea chủ yếu là cua, cũng bao gồm các loài động vật giáp xác khác. Tại Nouvelle-Calédonie, C. spiloparaea đã tạp giao với Cephalopholis aurantia.

## Thương mại
C. spiloparaea chủ yếu được đánh bắt quy mô nhỏ ở một số quốc gia, như Philippines.